# Издаваштво у Србији
Издаваштво у Србији обухвата делатност објављивања књига, периодичних публикација (новина, часописа, магазина), као и других штампаних и електронских материјала на територији Републике Србије. Оно има дугу историју, од најранијих штампаних књига у XV веку до савремене развијене издавачке сцене, и игра кључну улогу у културном, образовном и научном животу земље.

## Историјски развој

### Почеци штампарства (XV–XVII век)
Почеци штампарства код Срба везују се за крај XV века, убрзо након Гутенберговог проналаска.
- Прва српска и јужнословенска ћирилична штампарија основана је на Цетињу, где је 1494. године јеромонах Макарије штампао Цетињски октоих првогласник, прву штампану књигу на српскословенском језику.[1]
- Током XVI века, значајне српске штампарије радиле су и изван тадашње Србије, под османском влашћу или у Млетачкој републици:
  - Горажданска штампарија (основана 1519. у цркви Св. Ђорђа у Сопотници код Горажда) штампала је Гораждански псалтир (1521).
  - Штампарија Божидара Вуковића у Венецији (прва половина XVI века) објавила је велики број српских богослужбених књига које су биле у широкој употреби.[2]
  - Рад су наставили и други штампари попут јеромонаха Мојсија Дечанца, Димитрија Љубавића (у Трговишту, Влашка), као и штампарије у манастирима Грачаница, Милешева, Мркшина црква.

Ове ране штампане књиге биле су углавном богослужбеног карактера и имале су огроман значај за очување писмености и верског идентитета.

### Издаваштво у XVIII веку
У XVIII веку, под утицајем просветитељства, долази до обнове издавачке делатности међу Србима, пре свега у Хабзбуршкој монархији. Штампарије у Бечу, Будиму, Венецији и Лајпцигу објављују књиге српских аутора. Захарије Орфелин се истиче као један од пионира модерног српског издаваштва и штампарства, објављујући часопис "Славено-сербскиј магазин" (Венеција, 1768), први часопис на српском језику.

### Развој издаваштва у XIX веку
У XIX веку, са стварањем и јачањем модерне српске државе, издаваштво добија нови замах.
- У Кнежевини Србији оснива се Државна штампарија (Правителствена књигопечатња) 1831. године у Београду, која објављује званичне публикације, уџбенике и књижевна дела.[4]
- Развија се и приватно издаваштво. Значајни издавачи и књижари били су Глигорије Возаровић, Велимир Валожић и други.
- Покрећу се прве новине (Новине сербске) и књижевни часописи (Летопис Матице српске, покренут 1824. у Пешти, најстарији је активни књижевни часопис на свету).
- Матица српска, основана 1826. у Пешти и пресељена у Нови Сад 1864, постаје централна институција српског издаваштва, науке и културе.[5]
- Рад Вука Стефановића Караџића на реформи језика и правописа, као и објављивање народних умотворина, имао је пресудан утицај на развој књижевности и издаваштва.

### Међуратни период (1918–1941)
У Краљевини Југославији долази до даљег раста издавачке делатности. Појављују се велике и утицајне издавачке куће, као што су:
- Геца Кон (Београд): Највећи издавач и књижар у Краљевини Југославији.[6]
- Издавачко предузеће "Нолит" (основано 1928. као Нова литература).
- Издавачка књижарница С. Б. Цвијановића.

Објављује се велики број књига домаћих и страних аутора, као и бројни часописи и новине.

### Период након Другог светског рата (1945–1990)
У социјалистичкој Југославији, издаваштво је било под значајним утицајем државе. Оснивају се велика државна издавачка предузећа која су имала монополски или доминантан положај:
- Просвета
- Нолит
- БИГЗ (Београдски издавачко-графички завод)
- Рад
- Вук Караџић

Ова предузећа су објављивала велике тираже књига, од класика до савремених дела, уџбеника и енциклопедија, чинећи књигу доступном широким слојевима становништва.

### Савремено доба (од 1990-их до данас)
Након распада Југославије и током транзиције, долази до значајних промена у издаваштву:
- Приватизација и гашење неких великих државних издавачких кућа.
- Појава великог броја нових приватних издавача.
- Тржишна оријентација и комерцијализација издаваштва.
- Изазови попут малог тржишта, економске кризе, пиратерије, проблема са дистрибуцијом.
- Развој електронског издаваштва и онлајн продаје књига.

## Савремена издавачка сцена

### Најзначајније издавачке куће
Данас у Србији делује велики број издавачких кућа. Неке од највећих и најутицајнијих су (по азбучном реду, избор):
- Архипелаг
- Booka
- Вулкан издаваштво
- Геопоетика
- Дерета
- Клио
- Контраст
- Креативни центар (фокусиран на дечју књижевност и уџбенике)
- Лагуна
- Православна реч
- Прометеј (Нови Сад)
- Пчелица (Чачак)
- ЈП Службени гласник

### Београдски сајам књига
Београдски сајам књига је највећа и најзначајнија књижевна манифестација у Србији и једна од највећих у региону. Одржава се сваке године у октобру и представља место сусрета издавача, аутора, књижара, библиотекара и читалаца.

### Професионална удружења и стандарди
- Удружење издавача и књижара Србије (УИКС) је главно струковно удружење које окупља издаваче и књижаре у Србији.[8]
- CIP (Каталогизација у публикацији): Систем каталогизације публикација пре штампања, који спроводи Народна библиотека Србије.
- ISBN и ISSN: Међународни стандардни бројеви за идентификацију књига и серијских публикација.

### Изазови и перспективе
Савремено издаваштво у Србији суочава се са бројним изазовима, као што су мало тржиште, ниска куповна моћ становништва, проблеми са дистрибуцијом књига (посебно изван Београда), недовољна подршка државе, пиратерија и конкуренција дигиталних медија. Ипак, постоји велики број активних издавача и значајна продукција књига, а Београдски сајам књига и даље привлачи велики број посетилаца, што указује на виталност издавачке сцене.

## Врсте публикација
- Књиге: Белетристика (романи, приповетке, поезија), публицистика, научне монографије, уџбеници, књиге за децу, стрипови, итд.
- Новине и часописи: Дневне новине, недељници, политички, културни, научни, стручни и забавни часописи.
- Дигитално издаваштво: Електронске књиге, онлајн часописи и портали.